# Periergos orest
Periergos orest är en fjärilsart som beskrevs av Alexander Schintlmeister 1997. Periergos orest ingår i släktet Periergos och familjen tandspinnare. Inga underarter finns listade i Catalogue of Life.